# Number 1 (album de Big Bang)
Pour les articles homonymes, voir Number 1.
Albums de BigBang
Stand Up
(2008) Remember
(2008)
Singles
1. Number 1
Sortie : 2008

Number 1 est le deuxième album studio du groupe sud-coréen BigBang par YG Entertainment et Universal Music Japan. C'est leur premier album en langue japonaise.
Certaines des chansons  ont été écrites et composées par les membres du groupe eux-mêmes, notamment par G-Dragon. L'album comprend les deux premiers mini-albums japonais du groupe et les chansons de leur troisième mini-album en Corée du Sud. Visiblement, cet album est principalement en anglais et comprend des versions de chansons déjà publiées en coréen. L'album a été classé 13e dans le classement journalier et hebdomadaire du classement musical japonais Oricon.

## Liste des pistes
| No  | Titre                     | Auteur                                            | Producteur(s)                                            | Durée |
| --- | ------------------------- | ------------------------------------------------- | -------------------------------------------------------- | ----- |
| 1.  | Intro                     |                                                   |                                                          | 1:12  |
| 2.  | Number 1                  | Jimmy Thornfeldt, Martin Hanzen, Mohombi Moupondo | Jimmy Thornfeldt, Martin Hanzen, Mohombi Moupondo        | 3:20  |
| 3.  | Make Love                 | Kush, Daniel Im, Steve-I                          | Kush, Daniel Im, Steve-I                                 | 3:37  |
| 4.  | Come Be My Lady           | Jimmy Thornfeldt, Martin Hanzen, Mohombi Moupondo | Jimmy Thornfeldt, Martin Hanzen, Mohombi Moupondo, Perry | 2:55  |
| 5.  | Haru Haru                 | G-Dragon                                          | G-Dragon, Daishi Dance                                   | 4:16  |
| 6.  | With U                    | G-Dragon, Perry                                   | G-Dragon, Teddy Park, Perry                              | 3:01  |
| 7.  | How Gee                   | BIGBANG, Perry                                    | Brave Brothers                                           | 3:15  |
| 8.  | Baby Baby                 | Perry, Emi K.Lynn                                 | G-Dragon, Brave Brothers                                 | 3:54  |
| 9.  | So Beautiful              | BIGBANG, Perry                                    | Brave Brothers                                           | 3:38  |
| 10. | Remember                  | Yang Hyun-suk, G-Dragon, T.O.P.                   | Teddy Park, Walt Anderson                                | 3:22  |
| 11. | My Heaven                 | G-Dragon, Fujibayashi Shoko, Komu                 | G-Dragon, Daishi Dance                                   | 3:53  |
| 12. | Everything                | Perry                                             | Perry                                                    | 3:55  |
| 13. | Always                    | BIGBANG, Perry, Rina Moon                         | Teddy Park, Perry                                        | 3:55  |
| 14. | Candle (Together Forever) | Perry, BIGBANG, Komu                              | Jeon Seung Woo                                           | 4:02  |